# Sykeston
Sykeston és una població dels Estats Units a l'estat de Dakota del Nord. Segons el cens del 2000 tenia 153 habitants.

## Demografia
Segons el cens del 2000, Sykeston tenia 153 habitants, 74 habitatges, i 40 famílies. La densitat de població era de 155,5 hab./km².
Dels 74 habitatges en un 21,6% hi vivien nens de menys de 18 anys, en un 45,9% hi vivien parelles casades, en un 5,4% dones solteres, i en un 45,9% no eren unitats familiars. En el 43,2% dels habitatges hi vivien persones soles el 23% de les quals corresponia a persones de 65 anys o més que vivien soles. El nombre mitjà de persones vivint en cada habitatge era de 2,07 i el nombre mitjà de persones que vivien en cada família era de 2,83.
Per edats la població es repartia de la següent manera: un 24,8% tenia menys de 18 anys, un 2,6% entre 18 i 24, un 22,2% entre 25 i 44, un 23,5% de 45 a 60 i un 26,8% 65 anys o més.
L'edat mediana era de 46 anys. Per cada 100 dones de 18 o més anys hi havia 113 homes.
La renda mediana per habitatge era de 21.500 $ i la renda mediana per família de 28.750 $. Els homes tenien una renda mediana de 21.000 $ mentre que les dones 15.625 $. La renda per capita de la població era d'11.342 $. Entorn del 10,5% de les famílies i el 14,3% de la població estaven per davall del llindar de pobresa.

## Poblacions més properes
El següent diagrama mostra les poblacions més properes.